# Deutsche Gruppe der Internationalen Handelskammer
Die Deutsche Gruppe der Internationalen Handelskammer (DGIH) war eine Einrichtung zur Zeit der Weimarer Republik, die die Aufgabe übernahm, eine deutsche Lobby für die Mitgliedschaft in der  Internationalen Handelskammer zu bilden. Sie wurde 1925 gegründet und hatte ihren Sitz in Köln.

## Aufbau und Geschichte
Deutschland wurde im Herbst 1925 Mitglied der 1919 gegründeten Internationalen Handelskammer. Die Gründungsmitglieder der deutschen Gruppe setzten sich aus den Spitzenverbänden der nationalen Wirtschaft zusammen:
- der Zentralverband des deutschen Großhandels
- der Reichsverband der Deutschen Industrie
- der Deutsche Industrie- und Handelstag
- der Centralverband des Deutschen Bank- und Bankiergewerbes
- die Hauptgemeinschaft des deutschen Einzelhandels

Leiter der Gruppe wurde Franz von Mendelssohn, der gleichzeitig zum Vizepräsidenten und 1931 schließlich zum ersten und einzigen deutschen Präsidenten der zweijährig stattfindenden Kongresse der Internationalen Handelskammer gewählt wurde, bevor er im selben Jahr aus Gesundheitsgründen von allen Ämtern zurücktreten musste.
Bei den Mitgliedern der DGIH unterschied man zwei Gruppen, die ordentlichen und die außerordentlichen Mitglieder. Zu den ordentlichen Mitgliedern zählten Handelskammern, Verbände und gleichartige Organisationen. Unternehmen und Einzelpersonen wurden als außerordentliche Mitglieder geführt.
In den Organen der DGIH besaßen nur die ordentlichen Mitglieder Stimmrecht. Diese konnten auch maximal zehn Sitze in den Organen erwerben. Der Mitgliedsbeitrag betrug 1937 für ordentliche Mitglieder 300 RM, für außerordentliche 200 RM. 
Der Präsident der DGIH war 1937 Abraham Frowein, Geschäftsführer Ferdinand Haerecke. Der ständige deutsche Vertreter der DGHI bei der Internationalen Handelskammer, die ihren Sitz in Paris hatte, war in jenem Jahr Gerhard Riedberg. Im Herbst 1938 wurde Karl Lindemann Präsident.
Nach dem Zweiten Weltkrieg konnte die deutsche Grupp ihre Arbeit im November 1948 wieder aufnehmen. In den 1960er Jahren war Otto Wolff von Amerongen langjähriger Präsident des deutschen Nationalkomitees.
Die Gruppe besteht heute noch und trägt seit 1997 den Namen ICC Deutschland Internationale Handelskammer.

## Liste der Mitglieder des Präsidiums der Deutschen Gruppe der Internationalen Handelskammer (Stand 1937)
- Fritz Dreesen, Leiter der Wirtschaftsgruppe Gaststätten- und Beherbungsgewerbe, Bad Godesberg
- John Theodor Essberger, Staatsrat, Leiter der Reichsverkehrsgruppe Seeschiffahrt, Hamburg
- Otto Christian Fischer, Leiter der Reichsgruppe Banken und Vizepräsident der Internationalen Handelskammer, Berlin
- Franz Hayler, Leiter der Wirtschaftsgruppe Einzelhandel, München
- Ewald Hecker, Regierungsrat a. D., Präsident der Industrie- und Handelskammer Hannover
- Eduard Hilgard, Leiter der Reichsgruppe Versicherungen
- Hermann Victor Hübbe, Vizepräsident der Industrie- und Handelskammer Hamburg
- Fritz Jessen, Mitglied im Vorstand bei der Siemens & Halske AG, Berlin-Siemensstadt
- Julius Koch, Inhaber des Unternehmens H. Bischoff & Co., Bremen
- Carl Krecke, Leiter der Reichsgruppe Energiewirtschaft der deutschen Wirtschaft
- Hermann Lange, Direktor der Vereinigten Seidenwebereien AG, Krefeld
- Karl Lindemann, Staatsrat, Vorsitzender des Aufsichtsrats des Norddeutschen Lloyd, Bremen
- Carl Lüer, Leiter der Reichsgruppe Handel, Frankfurt/Main
- Albert Pietzsch, Leiter der Reichswirtschaftskammer, Höllrigelskreuth bei München
- Ernst Poensgen, Vorsitzender des Vorstandes der Vereinigten Stahlwerke AG, Düsseldorf
- Friedrich Reinhart, Staatsrat, Leiter der Wirtschaftsgruppe Privates Bankgewerbe, Berlin
- Wilhelm Rumpf, Leiter der Wirtschaftsgruppe Groß-, Ein- und Ausfuhrhandel, Frankfurt/Main
- Otto Sack, Leiter der Wirtschaftsgruppe Maschinenbau, Leipzig
- Georg von Schnitzler, Direktor der I.G. Farben AG, Frankfurt/Main
- Kurt Freiherr von Schröder, Präsident der Industrie- und Handelskammer Köln, Köln
- Ernst Trendelenburg, Staatssekretär, Stellvertreter des Leiters der Reichswirtschaftskammer, Berlin[2]